# 싸움 (영화)
"싸움"(영어: Venus And Mars)은 한지승 감독, 설경구·김태희 주연의 대한민국 영화이다. 2007년 12월 12일에 개봉하였다.

## 개요
- 시네마서비스가 제작, 제공, 투자, 배급에 참여했으며, 영화 "우리들의 행복한 시간"을 공동 제작한 상상필름이 공동제작으로 참여하였다. 그러나 설경구, 김태희라는 화려한 캐스팅과 연말에 개봉한 영화임에도 불구하고 과장되면서 비현실적인 이야기, 조연들의 부자연스러운 연기와 캐릭터가 공감대를 형성하는 데 실패했다. 그리고 과도한 PPL(서울우유, CGV, 용산 아이파크, 싸이언 등) 남발로 인해, 비평과 흥행에서 모두 실패하였다.[1]

- 또한, 마지막 씬에서 축산학과 교수 태화(서태화 분)가 젖소와 함께 찍은 CF 장면은 상당히 과도하고 노골적인 PPL로 시사회에 지적받기도 했다. 참고로 극장 상영분에는 서울우유 대신 우리우유로 변경되어 상영되었다.[2]

- 한편 또다른 사실은 이 영화 엔딩크레딧에는 제작자 이름이 현재 시네마서비스 경영을 총괄하고 있는 강우석 감독으로 나타나 있으나, 홈페이지에의 엔딩크레딧에는 제작자 이름이 현 시네마서비스 대표인 김인수로 나타나 있다는 점이다. 마지막 장면에서 변호사 역을 맡은 임하룡과 함께 식사하는 여성은 피아니스트 노영심으로 이 영화의 음악을 맡기도 했으며, 이 영화 감독 한지승의 아내이기도 하다.

## 줄거리
서로 공통점이 거의 없는 상민과 진아는 사랑에 빠져 결혼한다. 하지만 얼마 지나지 않아 서로를 견딜 수 없다는 것을 깨닫고, 두 사람의 갈등은 단순한 다툼을 넘어선다. 특히 진아가 상민이 아끼는 시계의 추를 돌려주지 않으면서 상황은 더욱 악화되고, 이들의 사소한 말다툼은 급기야 서로에게 위협을 가하는 폭력적인 상황으로까지 번진다.

## 캐스팅
- 설경구 - 곤충학 대학교수 김상민 역
- 김태희 - 유리공예가 윤진아 역
- 서태화 - 축산학과 교수 태화 역
- 전수경 - 향미 역
- 강혜련 - 진숙 역
- 김태완 - 인철 역
- 김재록 - 유 부장 역
- 장원영 - 커피숍 사장  / 식당 주인 역
- 김건 - 커피숍 알바 역
- 유선희 - 커피숍 구타녀 / 지인 1 역
- 채희재 - 커피숍 구타남 역
- 김태정 - 지인 3 역
- 김도연 - 지인 5 역
- 김에녹 - 공방직원 1 역
- 김승훈 - 홈쇼핑 PD 역
- 이경호 - 홈쇼핑 FD 역
- 조영진 - 홈쇼핑 김 팀장 역
- 이계영 - 곤충학회회원 3 역
- 함건수 - 제과점 주인 역
- 홍재성 - 병원의사 역
- 박진택 - 경찰 역
- 이하은 - 면세점 직원 역
- 양재성 - 택시기사 역
- 채희재 - 숍 구타남 역

특별 출연
- 노영심 - 변호사 상담녀 역
- 임하룡 - 이혼전문 변호사 역

## 스탭
- 감독·각본 : 한지승
- 각색 : 이재윤
- 기획 : 강우석
- 프로듀서 : 송진화
- 제작 : 안상훈
- 촬영 : 김재호
- 조명 : 최경묵
- 동시녹음 : 한철희
- 음악 : 노영심
- 미술 : 류선광
- 의상 : 김희주, 한명숙
- 편집 : 권효림
- 제작사 : 상상필름, 시네마서비스
- 배급 : 시네마서비스